# Kammerwahl 2028
Die 26. Kammerwahl (luxemburgisch Chamberwal) in Luxemburg findet voraussichtlich 2028 statt. Die 60 Mitglieder der Abgeordnetenkammer werden für fünf Jahre neu bestimmt.

## Wahlrecht

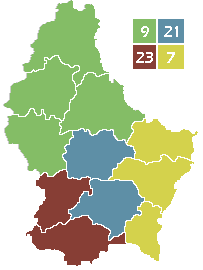
Wahlbezirke mit der Anzahl an Sitzen

Wahlpflicht besteht für alle Luxemburger ab 18 Jahren. Davon ausgenommen sind Wahlberechtigte über 75 Jahren und nicht-ansässige wahlberechtigte Luxemburger.
Die Verfassung schreibt eine Verhältniswahl vor und legt die Einteilung des Landes in vier Wahlbezirke fest, nämlich den Süden, das Zentrum, den Norden und den Osten. Die Verteilung der insgesamt 60 Sitze auf die Wahlbezirke wird durch ein Gesetz bestimmt, das von der Kammer mit Zweidrittelmehrheit angenommen werden muss.
| Wahlbezirk | Wahlbezirk | Sitze | Kantone des Wahlbezirks                      |
|            | Süden      | 23    | Capellen und Esch/Alzette                    |
|            | Zentrum    | 21    | Luxemburg und Mersch                         |
|            | Norden     | 9     | Clerf, Diekirch, Redingen, Vianden und Wiltz |
|            | Osten      | 7     | Echternach, Grevenmacher und Remich          |

Die Sitze werden ohne Sperrklausel nach dem D’Hondt-Verfahren verteilt. Die Wähler haben so viele Stimmen, wie im Wahlkreis Abgeordnete zu wählen sind. Sie können maximal zwei Stimmen demselben Kandidaten geben. Innerhalb der Liste werden die Sitze mit den stimmenstärksten Bewerbern besetzt.

## Ausgangslage
Die regierende Koalition aus DP, LSAP und Dei Gréng verlor bei der Wahl 2023 ihre Mehrheit, ausgelöst durch die starken Verluste der Grünen.
Stärkste Kraft wurde erneut die CSV, welche nach der Wahl eine Koalition mit der DP bildete.
Der bis dahin amtierende Ministerpräsident Xavier Bettel (DP) wurde Außenminister; Regierungschef wurde Luc Frieden (CSV).

## Umfragen

### Stimmenanteil
| Institut        | Datum      | CSV    | DP     | LSAP   | ADR    | Gréng  | Pirate | Lénk  | Fokus | Liberté | KPL   | DK    | Volt  | Sonst. |
| --------------- | ---------- | ------ | ------ | ------ | ------ | ------ | ------ | ----- | ----- | ------- | ----- | ----- | ----- | ------ |
| Ilres           | 07.05.2025 | 29,1 % | 21,0 % | 17,9 % | 9,3 %  | 10,5 % | 3,5 %  | 4,8 % | 1,9 % | 1,2 %   | 0,3 % | 0,3 % | 0,2 % | —      |
| Ilres           | 15.10.2024 | 28,9 % | 18,9 % | 20,0 % | 10,7 % | 10,1 % | 3,2 %  | 3,7 % | 1,7 % | 1,9 %   | 0,5 % | 0,2 % | 0,3 % | —      |
| Kammerwahl 2023 | 08.10.2023 | 29,2 % | 18,7 % | 18,9 % | 9,3 %  | 8,5 %  | 6,7 %  | 3,9 % | 2,5 % | 1,1 %   | 0,6 % | 0,2 % | 0,2 % | —      |

### Sitzverteilung
| Institut        | Datum      | CSV | DP | LSAP | ADR | Gréng | Pirate | Lénk |
| --------------- | ---------- | --- | -- | ---- | --- | ----- | ------ | ---- |
| Ilres           | 07.05.2025 | 21  | 14 | 11   | 4   | 7     | 1      | 2    |
| Ilres           | 15.10.2024 | 20  | 13 | 13   | 6   | 6     | 0      | 2    |
| Kammerwahl 2023 | 08.10.2023 | 21  | 14 | 11   | 5   | 4     | 3      | 2    |